# Климентинівка
Клименти́нівка — село в Україні, у Чернігівському районі Чернігівської області. Входить до складу Березнянської селищної громади. Населення становить 192 осіб. До 2020 року орган місцевого самоврядування — Сахнівська сільська рада.